# Friedhofsportal (Rüthen)

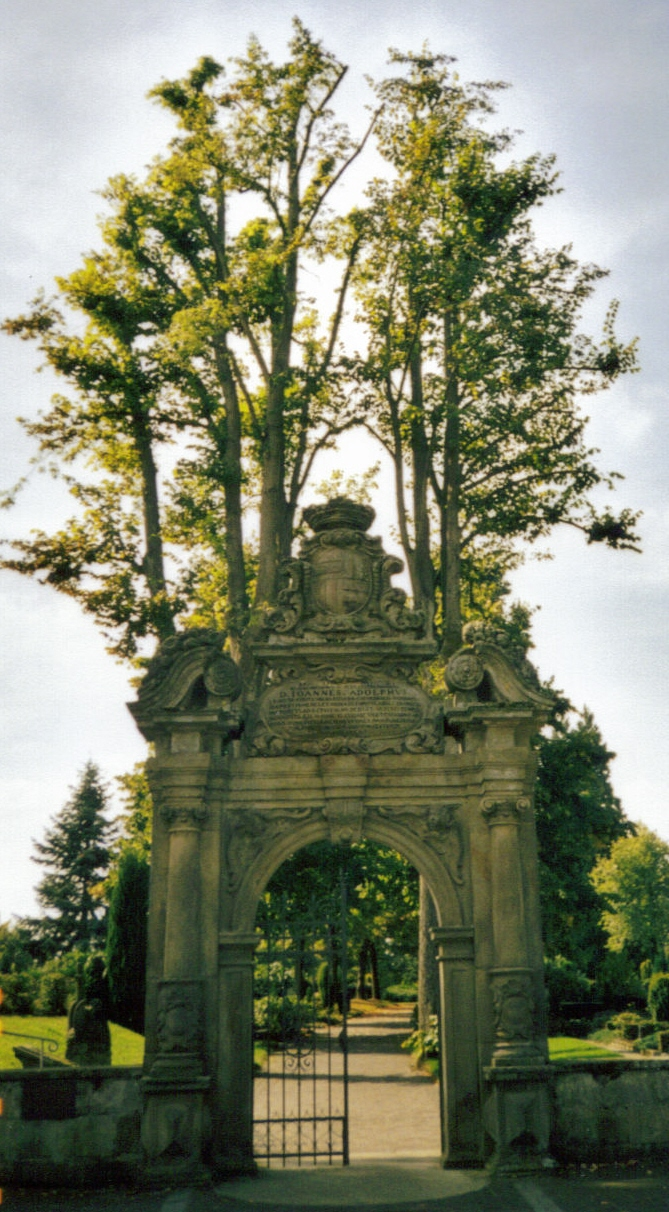
Friedhofsportal

Das Friedhofsportal ist ein denkmalgeschützter Gebäuderest in Rüthen, einer Stadt im Kreis Soest in Nordrhein-Westfalen. Der Friedhof liegt an der Stelle der ehemaligen Burg Rüthen.
Das Portal ist der einzige Rest des von 1683 bis 1686 von Ambrosius von Oelde gebauten Kapuzinerklosters. Der prächtige Aufbau ist mit dem Fürstenberg-Wappen und einer Stifterinschrift versehen. Das Portal aus Rüthener Sandstein ist mit 1684 bezeichnet.